# Elle veut le chaos

Elle veut le chaos est un film québécois de Denis Côté sorti le 5 décembre 2008.

## Fiche technique
- Réalisation : Denis Côté
- Photographie : Josée Deshaies